# Courier Car Co.
Die Courier Car Co. war ein Automobilhersteller, der 1909 von Stoddard-Dayton in Dayton (Ohio) gegründet wurde, um kleinere, leichtere und billigere Automodelle als die Muttergesellschaft herzustellen.

## Beschreibung
Die Werbeslogans machten Reklame für eine frühe Form von Mittelklassewagen: „Kaufen Sie nicht mehr Auto als Sie brauchen…. Kaufen Sie ja kein Auto mit größerer Leistung oder größerem Innenraum als Sie benötigen!“ Die Wagen entstanden auf Fahrgestellen mit 2540 mm Radstand und der Motor leistete 22,5 bhp (16,5 kW). Es gab Vierzylindermodelle mit 3245 cm³ oder 3638 cm³ Hubraum.
Die Wagen waren in der Größe mit dem Ford Modell T vergleichbar, hatten aber drei Vorwärtsgänge anstatt nur zwei wie beim Ford. Außerdem nahm der Courier besser Gas an. Es gab nur zwei verschiedene Karosserien. Einen viersitzigen Tourenwagen und einen zweisitzigen Sportster.
Zusammen mit Stoddard-Dayton ging auch Courier in der United States Motor Company auf. Nach der Übernahme hießen die 1912 angebotenen Modelle Courier Clermont. Die Fertigung endete 1912. United States Motor Company brach 1913 zusammen.
Courier fertigte in den Gebäuden der ehemaligen Kinsey Manufacturing an der südwestlichen Ecke der Kreuzung Wayne Avenue und State Street (heute Fourth Street). Heute residiert dort die Dayton Plumbing Supply Co.
Die Entdeckung und Restaurierung eines Courier wird in einem Kapitel von Ralph Steubenrauchs Buch The Fun of Old Cars behandelt.